# Ludvig Fjällström
Nils Ludvig Fjällström (ur. 15 kwietnia 1993 w Åre) – szwedzki narciarz dowolny, specjalizujący się w jeździe po muldach, trzykrotny medalista mistrzostw świata juniorów.

## Kariera
W 2012 roku wystartował na mistrzostwach świata juniorów w Chiesa in Valmalenco, zdobywając srebrny medal w jeździe po muldach. Na rozgrywanych rok później mistrzostwach świata juniorów w Chiesa in Valmalenco zwyciężył w jeździe po muldach, a w muldach podwójnych był drugi. W 2013 roku wystąpił na mistrzostwach świata w Voss, zajmując szesnaste miejsce w jeździe po muldach i dwunaste w muldach podwójnych. Podczas rozgrywanych dwa lata później mistrzostw świata w Kreischbergu zajął odpowiednio 21. i 20. miejsce. Brał także udział w igrzyskach olimpijskich w Soczi w 2014 roku, kończąc rywalizację w jeździe po muldach na dziewiętnastej pozycji. W zawodach Pucharu Świata zadebiutował 12 marca 2010 w Åre, zajmując 18. miejsce. Tym samym już w swoim debiucie zdobył pierwsze pucharowe punkty. Na podium zawodów tego cyklu po raz pierwszy stanął 4 lutego 2016 roku w Deer Valley, gdzie był trzeci w jeździe po muldach. W zawodach tych wyprzedzili go jedynie Australijczyk Matt Graham i Mikaël Kingsbury z Kanady. W sezonie 2020/2021 zajął 3. lokatę w klasyfikacji jazdy po muldach.

## Osiągnięcia

### Igrzyska olimpijskie
| Miejsce | Dzień     | Rok  | Miejscowość | Konkurencja      | Zwycięzca          |
| ------- | --------- | ---- | ----------- | ---------------- | ------------------ |
| 19.     | 10 lutego | 2014 | Soczi       | Jazda po muldach | Alexandre Bilodeau |
| 26.     | 12 lutego | 2018 | Pjongczang  | Jazda po muldach | Mikaël Kingsbury   |
| 15.     | 5 lutego  | 2022 | Pekin       | Jazda po muldach | Walter Wallberg    |

### Mistrzostwa świata
| Miejsce | Dzień       | Rok  | Miejscowość | Konkurencja      | Zwycięzca          |
| ------- | ----------- | ---- | ----------- | ---------------- | ------------------ |
| 16.     | 6 marca     | 2013 | Voss        | Jazda po muldach | Mikaël Kingsbury   |
| 12.     | 8 marca     | 2013 | Voss        | Muldy podwójne   | Alexandre Bilodeau |
| 21.     | 18 stycznia | 2015 | Kreischberg | Jazda po muldach | Anthony Benna      |
| 20.     | 19 stycznia | 2015 | Kreischberg | Muldy podwójne   | Mikaël Kingsbury   |
| 18.     | 8 lutego    | 2019 | Deer Valley | Jazda po muldach | Mikaël Kingsbury   |
| 25.     | 9 lutego    | 2019 | Deer Valley | Muldy podwójne   | Mikaël Kingsbury   |
| 7.      | 8 marca     | 2021 | Ałmaty      | Jazda po muldach | Mikaël Kingsbury   |
| 17.     | 9 marca     | 2021 | Ałmaty      | Muldy podwójne   | Mikaël Kingsbury   |

### Puchar Świata

#### Miejsca w klasyfikacji generalnej
- sezon 2009/2010: 144.
- sezon 2010/2011: 152.
- sezon 2011/2012: 167.
- sezon 2012/2013: 106.
- sezon 2013/2014: 166.
- sezon 2014/2015: 142.
- sezon 2015/2016: 53.
- sezon 2016/2017: 150.
- sezon 2017/2018: 70.
- sezon 2018/2019: 67.
- sezon 2019/2020: 81.

Od sezonu 2020/2021 klasyfikacja jazdy po muldach jest jednocześnie klasyfikacją generalną.
- sezon 2020/2021: 3.
- sezon 2021/2022: 4.

#### Miejsca na podium w zawodach
1. Deer Valley – 4 lutego 2016 (jazda po muldach) – 3. miejsce
2. Ruka – 5 grudnia 2020 (jazda po muldach) – 3. miejsce
3. Idre Fjäll – 13 grudnia 2020 (muldy podwójne) – 1. miejsce
4. Idre Fjäll – 12 grudnia 2021 (muldy podwójne) – 1. miejsce
5. Megève – 19 marca 2022 (muldy podwójne) – 3. miejsce